# Harmanaltı, Boztepe
Harmanaltı là một xã thuộc huyện Boztepe, tỉnh Kırşehir, Thổ Nhĩ Kỳ. Dân số thời điểm năm 2010 là 257 người.